# Bisdom Chiquinquirá
Het bisdom Chiquinquirá (Latijn: Dioecesis Chiquinquirensis) is een rooms-katholiek bisdom met als zetel Chiquinquirá, in Colombia. Het bisdom is suffragaan aan het aartsbisdom Tunja. 

## Geschiedenis
Het bisdom werd opgericht op 26 april 1977, uit delen van het aartsbisdom Tunja. 

## Parochies
Het bisdom had in 2021 een oppervlakte van 4.019 km2 en telde 245.000 inwoners waarvan 95,7% rooms-katholiek was.

## Bisschoppen
- Alberto Giraldo Jaramillo (26 april 1977 - 26 juli 1983)
- Alvaro Raúl Jarro Tobos (19 juni 1984 - 24 juni 1997)
- Héctor Luis Gutiérrez Pabón (2 februari 1998 - 6 augustus 2003)
- Luis Felipe Sánchez Aponte (11 februari 2004 - heden)

## Galerij van afbeeldingen

Wapen van het bisdom Chiquinquirá
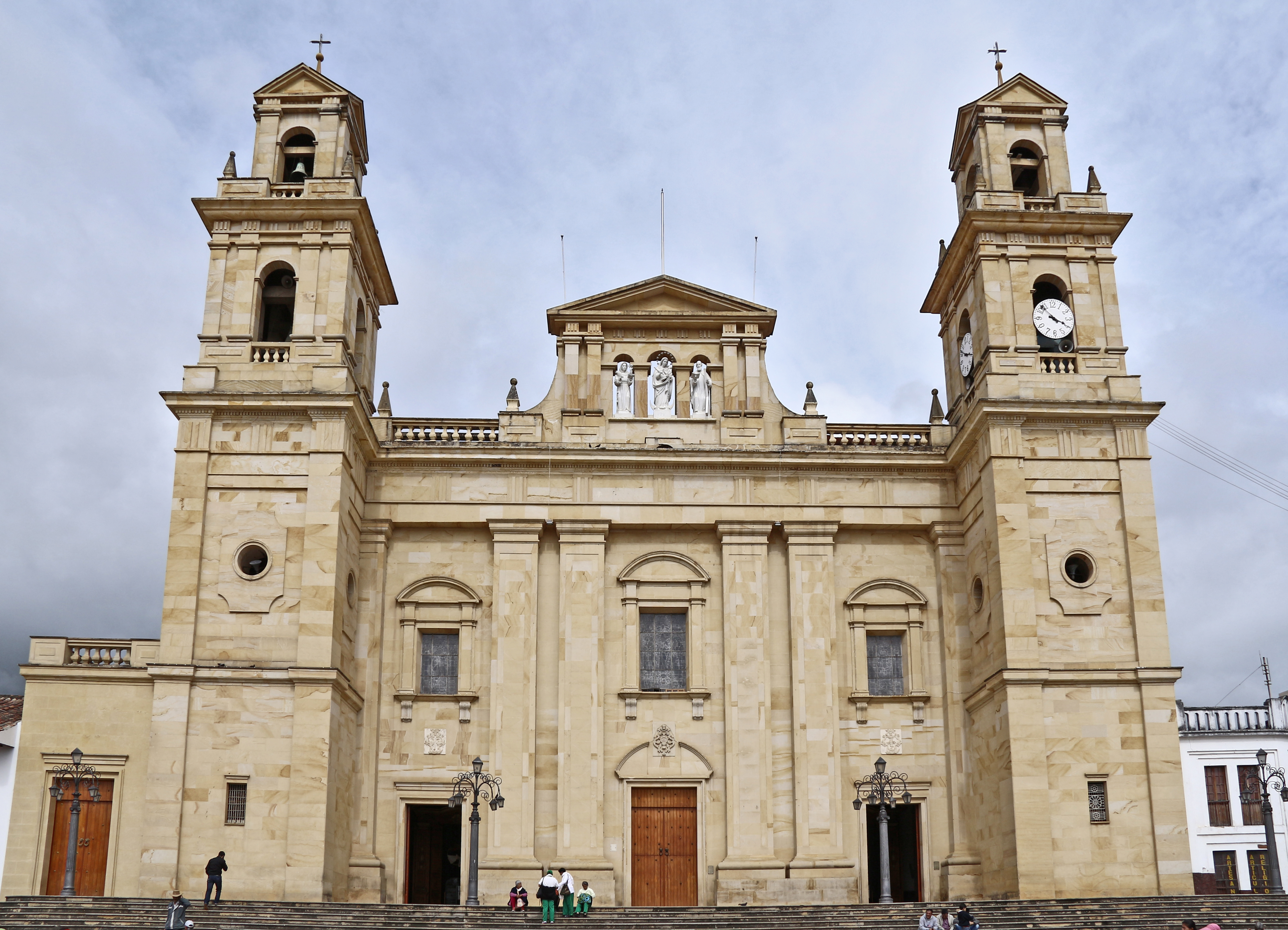
Basiliek Nuestra Señora del Rosario in Chiquinquirá
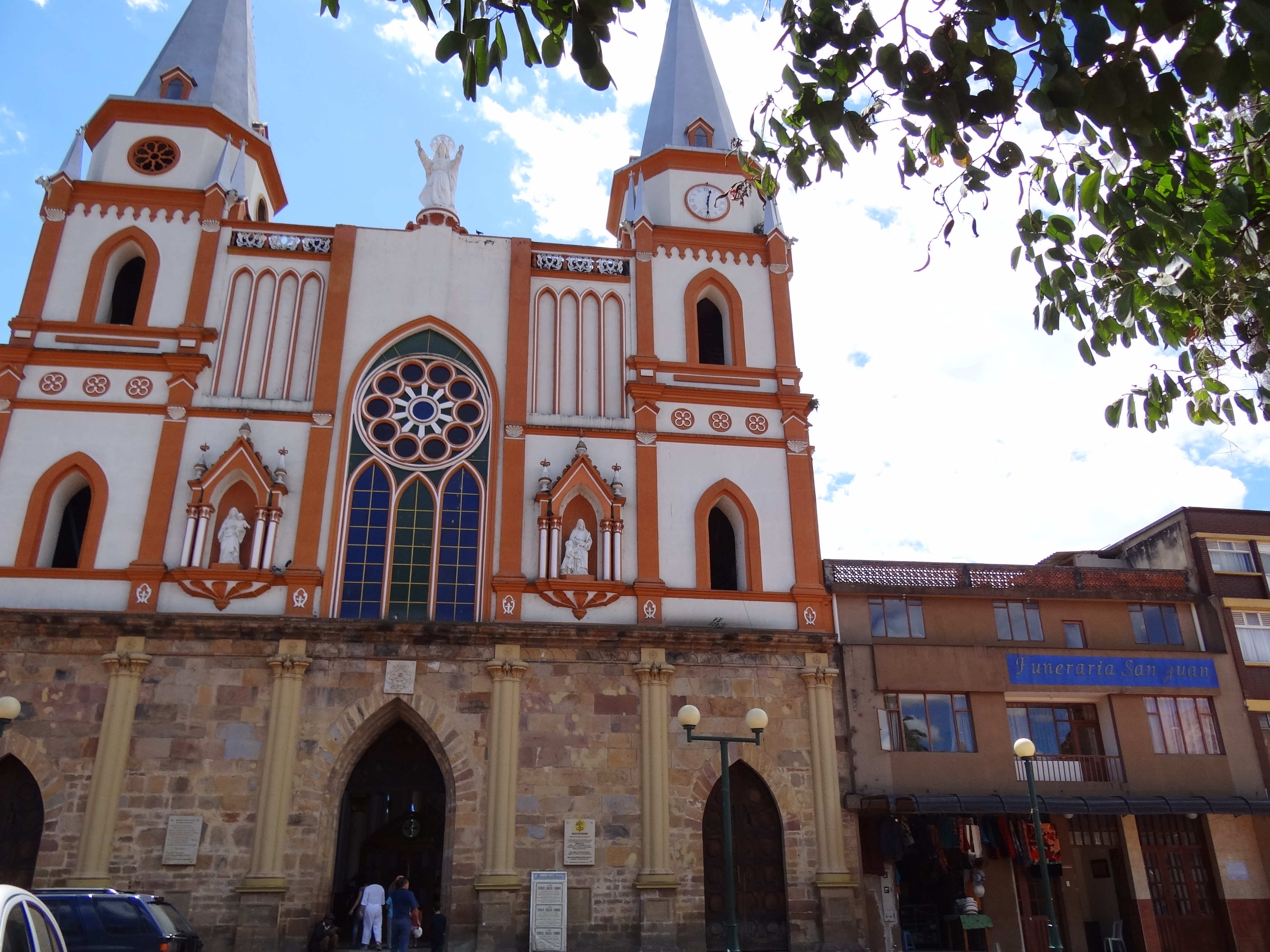
Basiliek Nuestra Señora del Rosario in Moniquirá

Tunja (aartsbisdom) · Chiquinquirá · Duitama-Sogamoso · Garagoa · Yopal